# Schönenborn
Die Ortschaft Schönenborn ist ein Ortsteil der Gemeinde Lindlar, Oberbergischen Kreis im Regierungsbezirk Köln in Nordrhein-Westfalen.

## Lage und Beschreibung
Schönenborn liegt im westlichen Lindlar nahe der größeren Ortschaft Schmitzhöhe an der Kreisstraße 20. Weitere Nachbarorte sind Sieferhof, Holl, Köttingen, Leienhöhe, Kalkofen und Berghausen.

## Geschichte
1478 wurde der Ort als Schoynbuyn das erste Mal urkundlich erwähnt.
Am Haus Breidenassel in Schönenborn findet sich die Hausinschrift: „Anno 1686 hat Jorgen zu Schonenbonen und Jertgen sein Hausfrau dis Haus bauen lassen + IHS sten in Gottes Hant.“ Das Heimatbuch der Gemeinde Engelskirchen dokumentiert: „Freiherr von Quadt, Haus Alsbach, erhielt 1746 einen Mutungsschein auf Eisenerz auf dem 'Schönenborner Felde', Kirchspiel Hohkeppel.“ Am 3. Oktober 1799 erwarb ein Karl Funk dieses Mutungsrecht. Die Eisensteinzeche in Schönenborn hieß „Marschall Vorwärts“ (Sitz der Gesellschaft war in Werden/Ruhr), erwähnt in einem wasserrechtlichen Abkommen zwischen der Zeche und den Bürgern 1857. Vom Schacht bis zur Eisensteinwäsche führte ein spezieller Weg bis in das südlich von Schönenborn gelegene Loxsteeg. Der Grubenbetrieb in Schönenborn endete 1860. Die Länge des Stollens wird nur vermutet, es handelte sich um etwa 200 Meter. Der Stollen diente im Zweiten Weltkrieg als Versteck und Bunker, sein Eingang ist noch erhalten.
1954 entstand ein Verbindungsweg nach Schmitzhöhe.
Aufgrund § 10 und § 14 des Köln-Gesetzes wurde 1975 die Gemeinde Hohkeppel aufgelöst und umfangreiche Teile in Lindlar eingemeindet. Darunter auch Schönenborn.

## Freizeit

### Sport
Südwestlich des Orts an der Straße nach kÖttingen befindet sich ein Sportplatz: Achim-Lammers-Waldstadion und ein Tennisplatz.

### Wander- und Radwege
- Der Wanderweg Rund um Lindlar durchläuft den Ort.

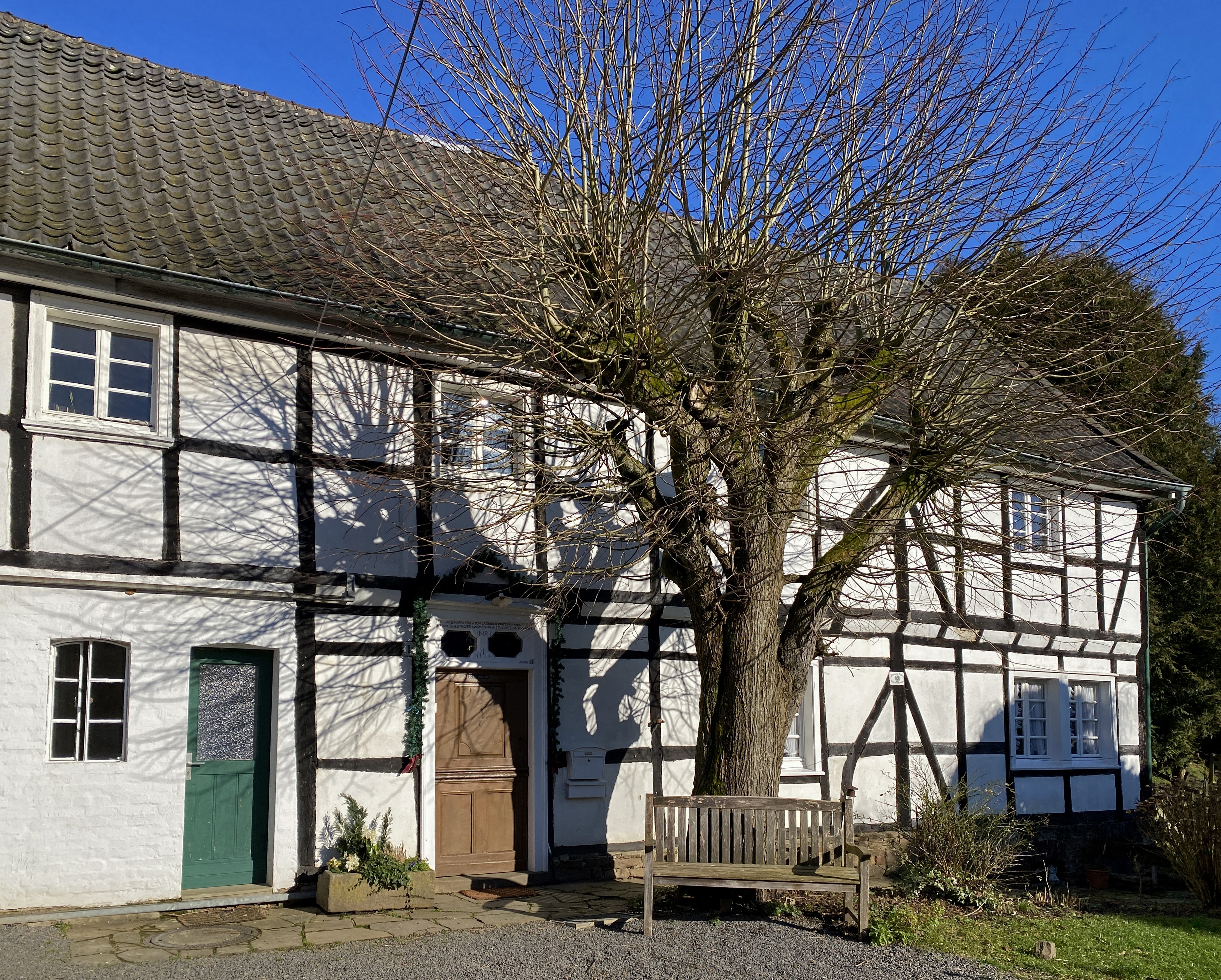
Baudenkmal Schönenborn 1/1a
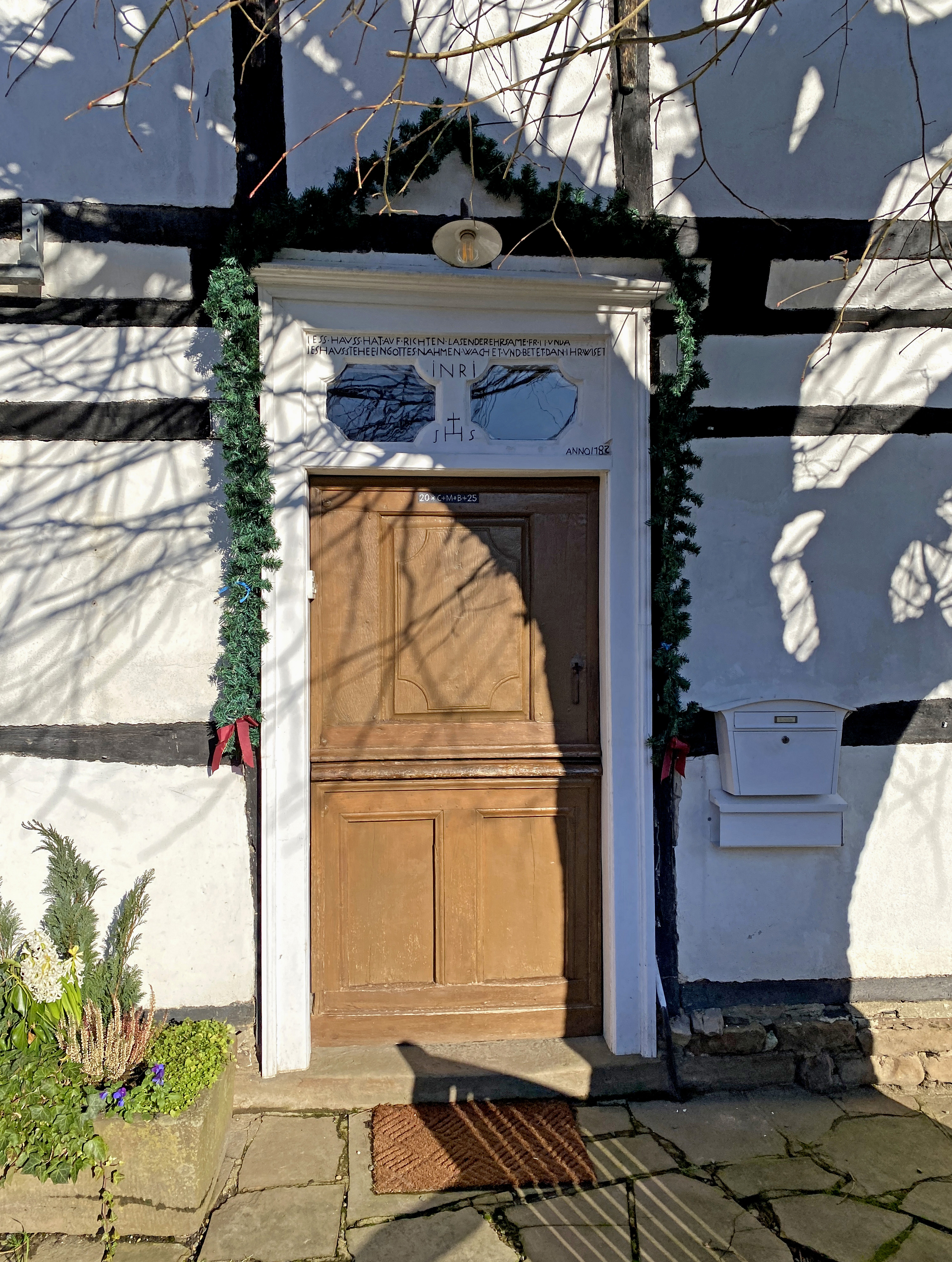
Haustüre Schönenborn 1
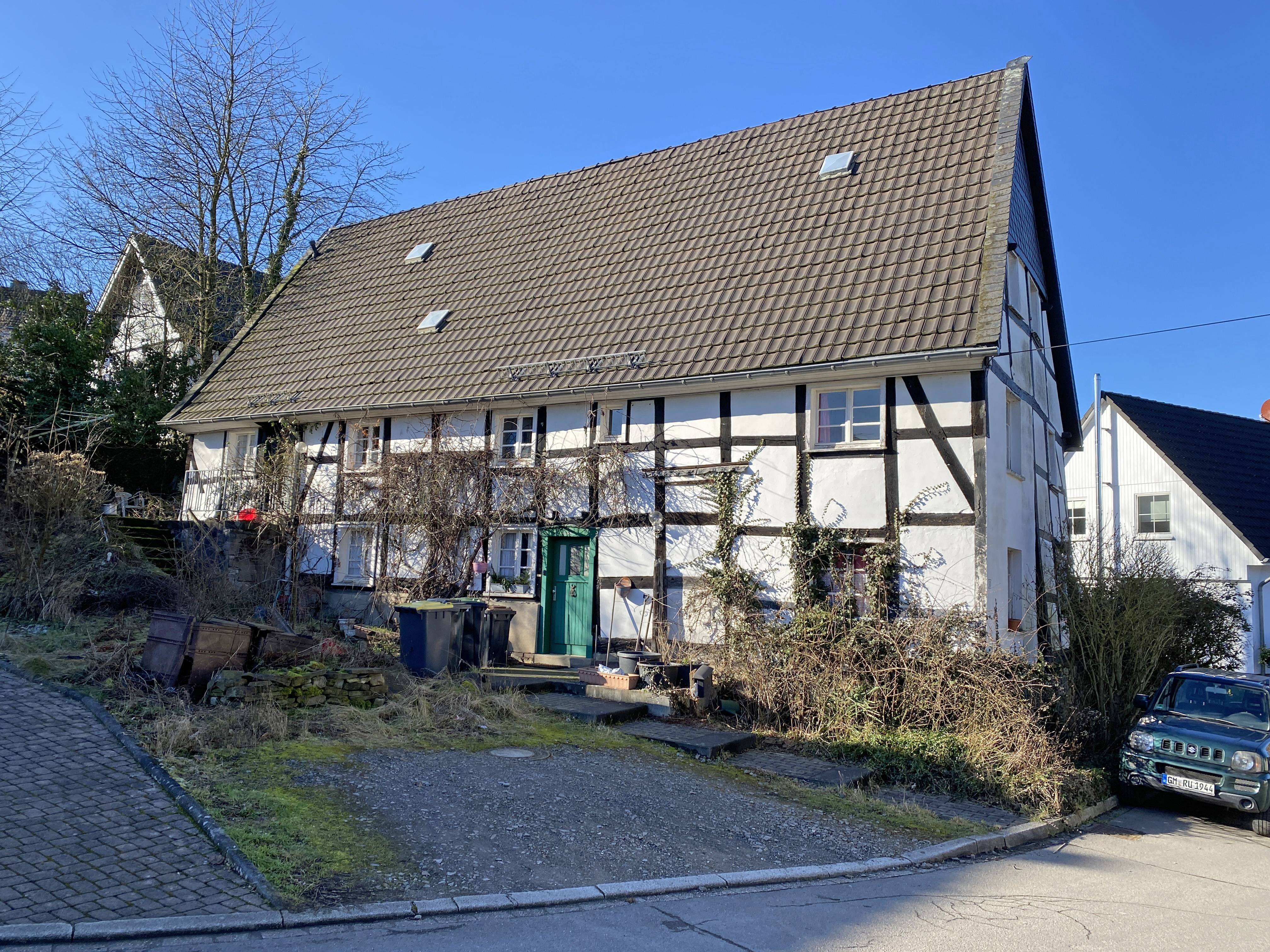
Baudenkmal Schönenborn 31
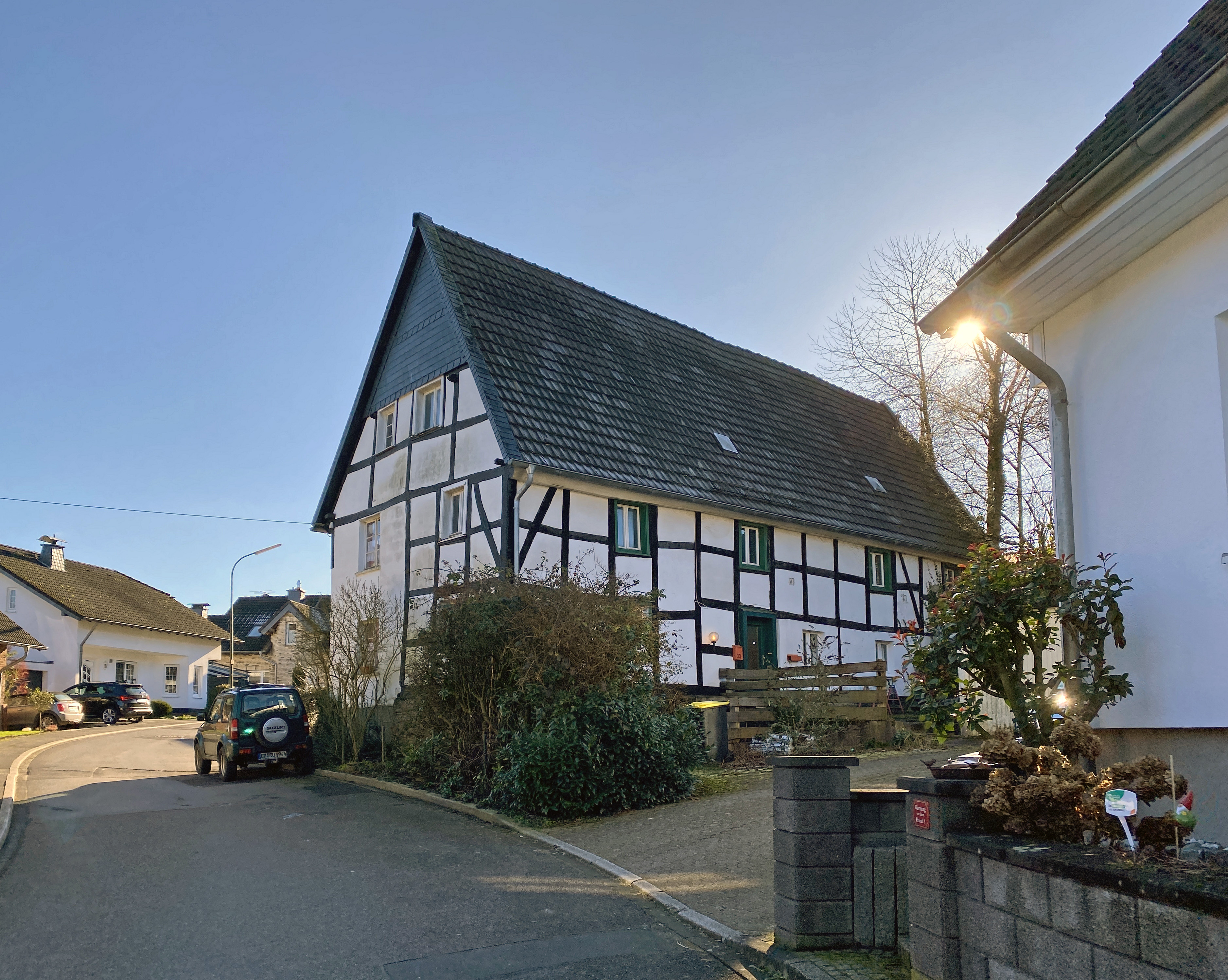
Baudenkmal Schönenborn 33
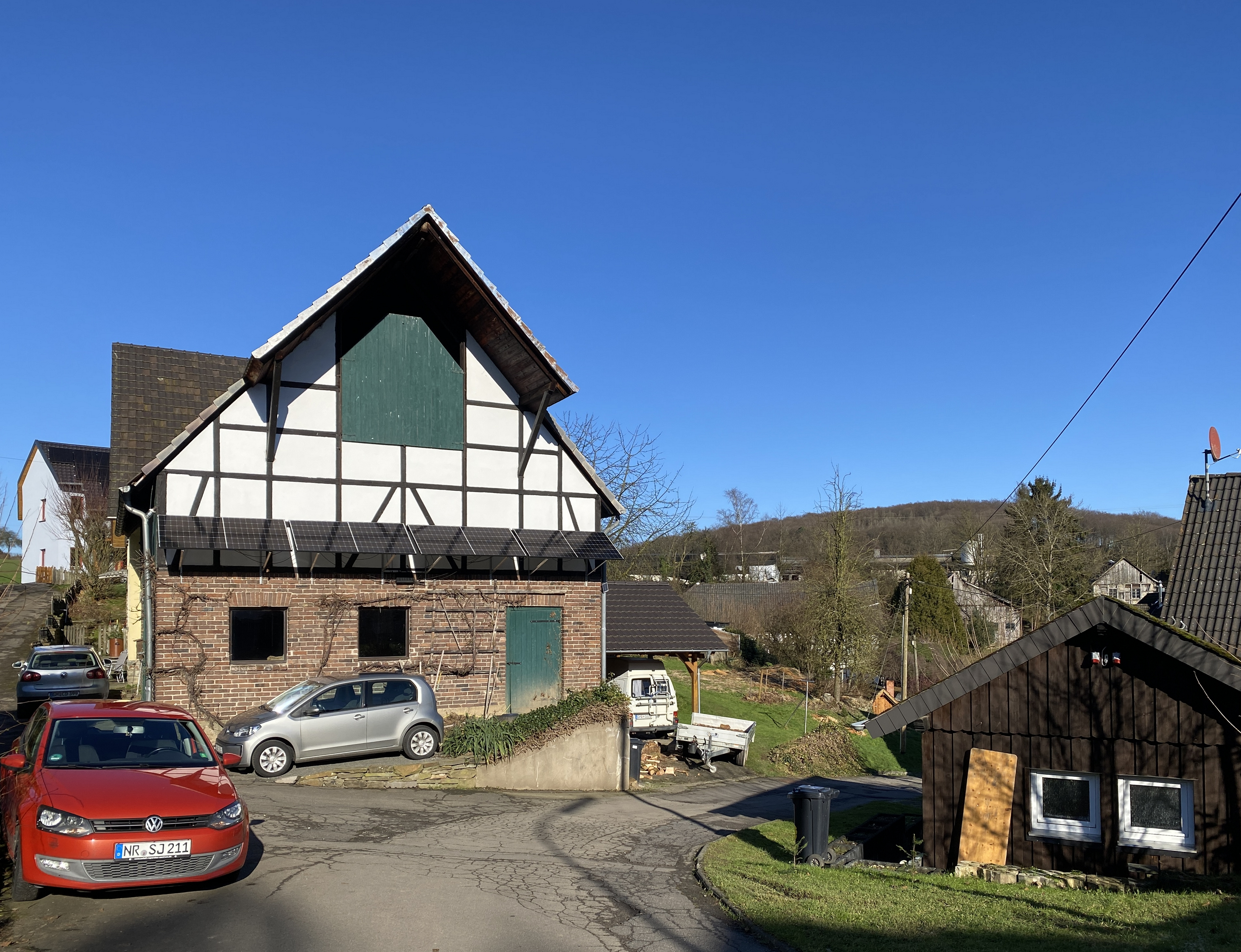
Schönenborn 4 Wirtschaftsgebäude
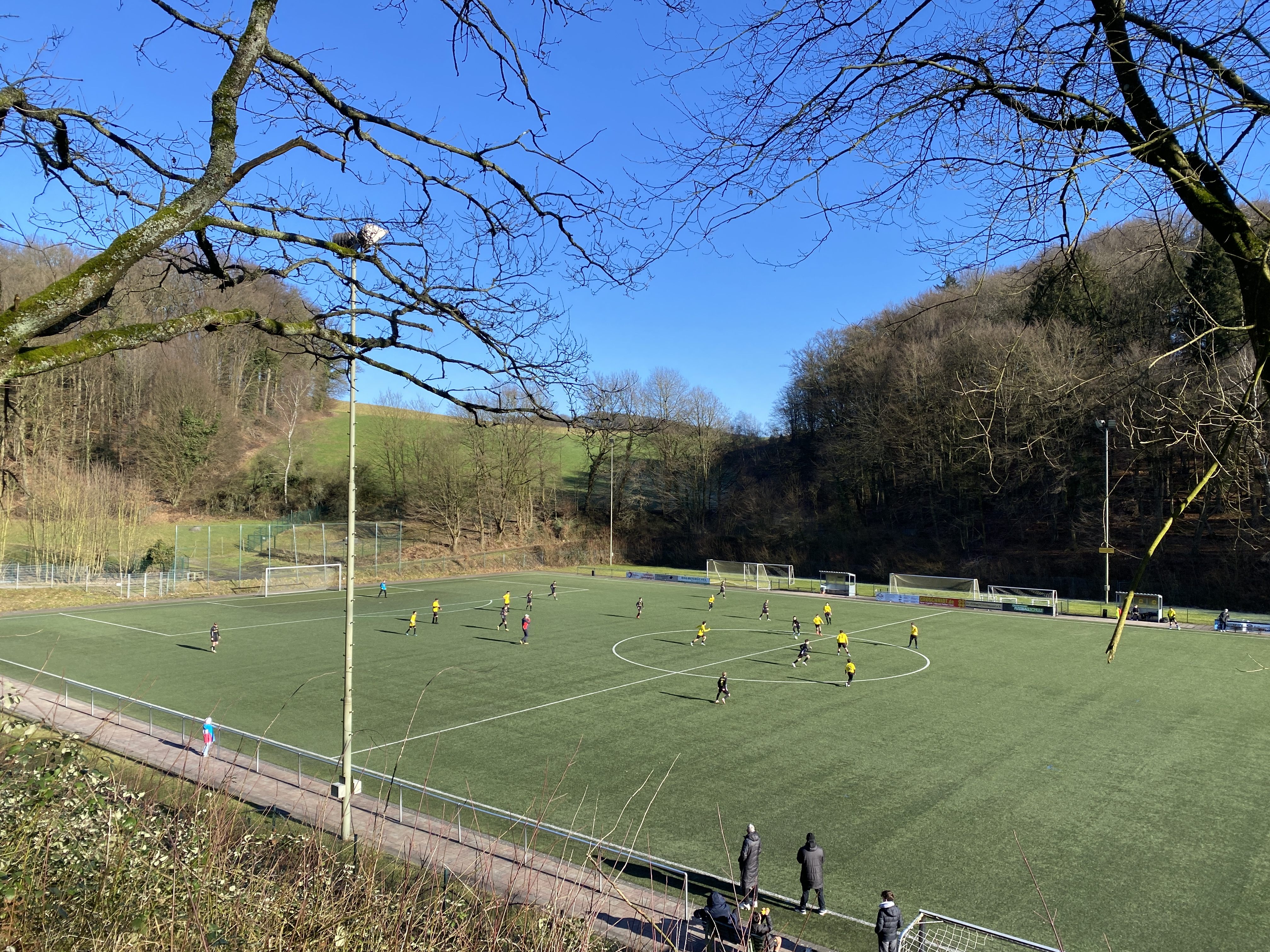
Achim-Lammers-Waldstadion